# اوواچ
اوواچ (به انگلیسی: Uvac) رودخانه‌ای است که در صربستان و بوسنی و هرزگوین جریان دارد.